# Asthena distinctaria
Asthena distinctaria là một loài bướm đêm trong họ Geometridae.